# Yvonne Murray
Yvonne Carole Grace Murray-Mooney (Musselburgh, 4 ottobre 1964) è un'ex mezzofondista britannica.

## Palmarès
| Anno                                  | Manifestazione  | Sede       | Evento        | Risultato | Prestazione | Note                          |
| ------------------------------------- | --------------- | ---------- | ------------- | --------- | ----------- | ----------------------------- |
| In rappresentanza della Gran Bretagna |                 |            |               |           |             |                               |
| 1985                                  | Europei indoor  | Il Pireo   | 3000 m piani  | Bronzo    | 9'00"94     |                               |
| 1986                                  | Europei indoor  | Madrid     | 3000 m piani  | Argento   | 9'01"31     |                               |
| 1986                                  | Europei         | Stoccarda  | 3000 m piani  | Bronzo    | 8'37"15     |                               |
| 1987                                  | Europei indoor  | Liévin     | 3000 m piani  | Oro       | 8'46"06     | Record dei campionati         |
| 1987                                  | Mondiali        | Roma       | 1500 m piani  | Batteria  | 4'07"83     |                               |
| 1987                                  | Mondiali        | Roma       | 3000 m piani  | 7ª        | 8'43"94     |                               |
| 1988                                  | Giochi olimpici | Seul       | 3000 m piani  | Bronzo    | 8'29"02     | Miglior prestazione personale |
| 1990                                  | Europei         | Spalato    | 3000 m piani  | Oro       | 8'43"06     |                               |
| 1992                                  | Giochi olimpici | Barcellona | 3000 m piani  | 8ª        | 8'55"85     |                               |
| 1993                                  | Mondiali indoor | Toronto    | 3000 m piani  | Oro       | 8'50"55     |                               |
| 1994                                  | Europei         | Helsinki   | 3000 m piani  | Argento   | 8'36"48     |                               |
| In rappresentanza della Scozia        |                 |            |               |           |             |                               |
| 1986                                  | Commonwealth    | Edimburgo  | 1500 m piani  | 5ª        | 4'14"36     |                               |
| 1986                                  | Commonwealth    | Edimburgo  | 3000 m piani  | Bronzo    | 8'55"32     |                               |
| 1990                                  | Commonwealth    | Auckland   | 3000 m piani  | Argento   | 8'39"46     |                               |
| 1994                                  | Commonwealth    | Victoria   | 10000 m piani | Oro       | 31'56"97    | Miglior prestazione personale |

## Altre competizioni internazionali
1987
- Argento in Coppa Europa ( Praga), 3000 m piani - 8'48"15

1989
- Oro in Coppa del mondo ( Barcellona), 3000 m piani - 8'44"32
- Oro al Cross di Alà dei Sardi ( Alà dei Sardi) - 14'23"0

1994
- Oro in Coppa del mondo ( Londra), 3000 m piani - 8'56"81